# Liste des maires de Pont-l'Abbé
La liste des maires de Pont-l'Abbé présente la liste des maires de la commune française de Pont-l'Abbé, située dans le département du Finistère en région Bretagne.

## L'Hôtel de ville

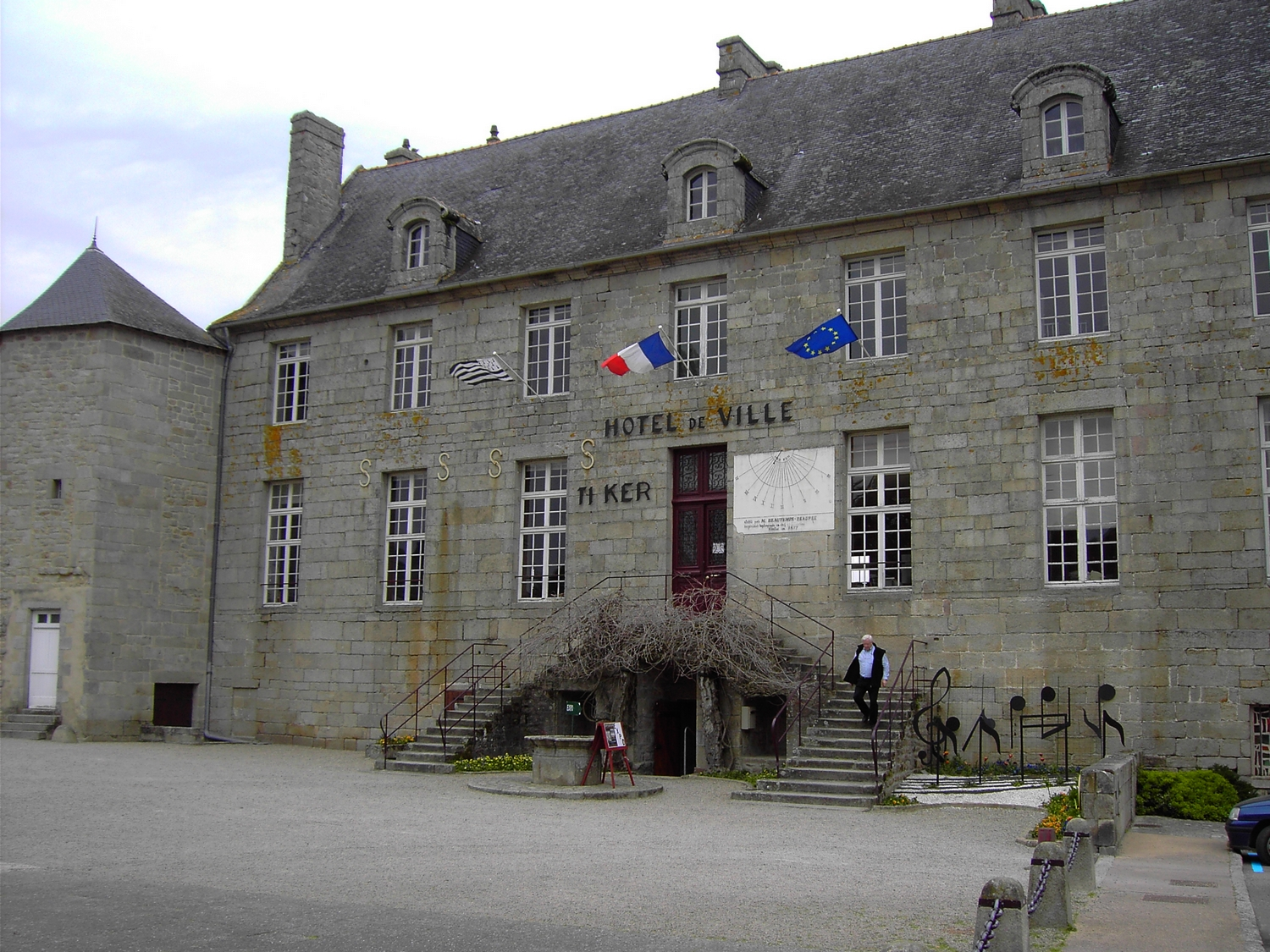
L'hôtel de ville.

## Liste des maires

### Sous l'Ancien Régime
| Période                                  | Période        | Identité                     | Étiquette | Qualité                     |
| ---------------------------------------- | -------------- | ---------------------------- | --------- | --------------------------- |
| Les données manquantes sont à compléter. |                |                              |           |                             |
| 1691                                     |                | Alline de Keralio            |           | Syndic                      |
| 1695                                     |                | Guillaume Le Certen          |           | Syndic                      |
| 1789                                     |                | Nicolas Sider                |           | Syndic, greffier de justice |
| 20 septembre 1789                        | 3 février 1790 | Michel Le Calvez (1734-1797) |           | Avocat, ancien sénéchal     |

### Entre 1790 et 1944
| Période                                  | Période           | Identité                                 | Étiquette           | Qualité |
| ---------------------------------------- | ----------------- | ---------------------------------------- | ------------------- | --- |
| 1er février 1790                         |                   | Jacques René Arnoult, dit Arnoult l'Aîné |                     | Avocat, propriétaire terrien Député du Tiers-État à l’assemblée de la sénéchaussée de Quimper |
| 3 janvier 1792                           | décembre 1792     | Anne-Jacques Le Coq                      |                     | |
| décembre 1792                            |                   | François Folgoas                         |                     | Cultivateur |
| an II                                    |                   | Gilles Férec                             |                     | Négociant |
| an III                                   |                   | Pierre Marie Kervahut                    |                     | |
| Les données manquantes sont à compléter. |                   |                                          |                     | |
| 13 juin 1800                             |                   | Jacques Kerillis-Calloch                 |                     | Notaire royal et procureur Nommé par le préfet du Finistère |
| an XII                                   |                   | Jacob Coïc                               |                     | Notaire Nommé par le préfet du Finistère |
| 12 janvier 1807                          | 13 octobre 1829   | Jean Brizel                              |                     | Négociant Nommé par le préfet du Finistère |
| 13 octobre 1829                          | 30 avril 1833     | Michel Arnoult                           |                     | Médecin Fils de Jacques Arnoult, maire en 1790 Nommé par le préfet du Finistère |
| 2 mai 1833                               | 13 septembre 1837 | Jean-Baptiste Huard                      |                     | Négociant et armateur Nommé par le préfet du Finistère |
| 18 octobre 1837                          | 7 octobre 1863    | Prosper Cosmao-Dumenez                   |                     | Médecin Conseiller général de Pont-l'Abbé (1833 → 1842) Nommé par le préfet du Finistère, puis élu en 1848, puis à nouveau nommé par Louis-Napoléon Bonaparte et Napoléon III Chevalier de la Légion d'honneur |
| 28 mai 1864                              | 16 septembre 1870 | Jean-Louis Paisant                       |                     | Industriel Nommé par Napoléon III |
| 16 septembre 1870                        | 15 mai 1871       | Sélim Marie Coasmao-Dumenez              | Républicain libéral | Médecin Député du Finistère (Quimper 2e) (1889 → 1902) Fils de Prosper Cosmao-Dumenez, maire entre 1837 et 1863                                                                                                |
| 15 mai 1871                              | 8 juillet 1872    | Jean-Louis Paisant                       |                     | Négociant, industriel Conseiller général de Pont-l'Abbé (1870 → 1871) Démissionnaire |
| 27 septembre 1872                        | 16 mai 1874       | Joseph Gueguen                           |                     | Médecin Démissionnaire |
| 9 mars 1875                              | 8 novembre 1877   | Armand René du Maufras du Chatellier     |                     | Archéologue, historien économiste, châtelain de Kerguz Démissionnaire |
| 9 mars 1878                              | 19 septembre 1892 | Ernest Verrye                            | Rad.                | Officier (capitaine d'infanterie) en retraite Décédé en fonction |
| 26 octobre 1892                          | 10 juin 1894      | Jean Desban                              |                     | Négociant Décédé en fonction |
| 24 juillet 1894                          | 20 mai 1900       | Comte Raoul de Najac                     | Républicain         | Auteur, acteur et dramaturge Aristocrate républicain vivant dans l'Île Chevalier |
| 20 mai 1900                              | 19 janvier 1902   | Alexandre Mauduit                        | Conservateur        | Notaire, châtelain de Treourguy Maire de Combrit (1892 → 1899) Révoqué pour avoir organisé illégalement une course de chevaux.                                                                                 |
| 19 janvier 1902                          | 12 mai 1904       | Pierre Nicolas                           |                     | Négociant en vins |
| 12 mai 1904                              | 17 mai 1908       | Louis Christ                             | Rad.soc.            | Officier en retraite |
| 17 mai 1908                              | 29 décembre 1913  | Hippolyte Briec                          | Centre droit        | Serrurier Décédé en fonction |
| 22 février 1914                          | 10 décembre 1919  | Alexandre Mauduit                        | Libéral             | Notaire |
| 10 décembre 1919                         | 19 mai 1929       | Charles Le Bastard                       | Rad.soc. puis SFIO  | Serrurier-forgeron puis garagiste Premier adjoint au maire (1908 → 1919) |
| 19 mai 1929                              | 26 février 1933   | Auguste Coïc                             | Rad.soc.            | Commerçant cordonnier Adjoint au maire (1919 → 1929) |
| 26 février 1933                          | 11 janvier 1943   | Charles Le Bastard                       | SFIO                | Garagiste Conseiller d'arrondissement (1932 → 1937) |
| 11 janvier 1943                          | 6 août 1944       | Jacques Queinnec                         | URD                 | Avocat Député du Finistère (Quimper 3e) (1928 → 1932) Sénateur du Finistère (1937 → 1945) Conseiller général de Pont-l'Abbé (1932 → 1940) Conseiller d'arrondissement (1932 → 1937)                            |

### Depuis 1944
Depuis la Libération, onze maires se sont succédé à la tête de la commune.
| Période          | Période                   | Identité           | Étiquette                | Qualité |
| ---------------- | ------------------------- | ------------------ | ------------------------ | --- |
| 6 août 1944      | 6 mai 1945                | Alain Le Dilosquer |                          | Artisan plâtrier Président de la délégation spéciale |
| 6 mai 1945       | 14 novembre 1945          | Léon Le Moal       | SFIO                     | Retraité RATP Démissionnaire en raison des dissensions entre socialistes et communistes |
| 14 novembre 1945 | 19 octobre 1947           | Noël Le Bleis      | PCF                      | Artisan menuisier |
| 26 octobre 1947  | 10 mai 1953               | Léon Le Moal       | SFIO                     | Retraité RATP |
| 10 mai 1953      | 19 mai 1958               | Jean Lautredou     | MRP                      | Mercier en gros Conseiller général de Pont-l'Abbé (1955 → 1958) Décédé en fonction |
| 6 juillet 1958   | 20 mars 1983              | Henry Bénard       | MRP puis CD puis UDF-CDS | Chirurgien orthopédiste à l'Hôtel-Dieu de Pont-l'Abbé Conseiller général de Pont-l'Abbé (1958 → 1979) Chevalier de la Légion d'honneur |
| 20 mars 1983     | 18 juin 1995              | Sébastien Jolivet  | UDF-CDS                  | Clerc de notaire, maire honoraire (2001) Adjoint au maire (1977 → 1983) Conseiller municipal (1971 → 1995) Conseiller général de Pont-l'Abbé (1985 → 1998) Président de la CC du Pays Bigouden Sud (fév. 1995)                                                                                        |
| 18 juin 1995     | 18 mars 2001              | Annick Le Loch     | PS                       | Commerçante Conseillère municipale (1989 → 2007) Députée du Finistère (7e circ.) (2007 → 2017) Conseillère générale de Pont-l'Abbé (1998 → 2011) Vice-présidente du conseil général du Finistère (2004 → 2008)                                                                                        |
| 18 mars 2001     | 16 mars 2008              | Thierry Mavic      | RPR puis UMP             | Informaticien Conseiller municipal (1989 → 2020) 2e vice-président de la CC du Pays Bigouden Sud (2001 → 2008) |
| 16 mars 2008     | 6 avril 2014              | Daniel Couïc       | PS                       | Ingénieur en bâtiment et travaux publics retraité Conseiller municipal et adjoint au maire de Noisiel (1983 → 2001) Conseiller général de Pont-l'Abbé (2011 → 2015) 1er vice-président de la CC du Pays Bigouden Sud (2008 → 2014)                                                                    |
| 6 avril 2014     | 21 juillet 2016           | Thierry Mavic      | UMP puis LR              | Informaticien Conseiller municipal (1989 → 2020) Conseiller départemental de Pont-l'Abbé (2015 → 2021) Vice-président de la CC du Pays Bigouden Sud (2014 → 2016) Démissionnaire |
| 28 juillet 2016  | En cours (au 28 mai 2020) | Stéphane Le Doaré  | LR                       | Géomètre-expert Adjoint au maire chargé des travaux (2014 → 2016) Conseiller municipal (2008 → ) Conseiller départemental de Pont-l'Abbé (2021 → ) 6e vice-président du conseil départemental du Finistère (2021 → ) Président de la CC du Pays Bigouden Sud (2020 → ) Réélu pour le mandat 2020-2026 |

## Conseil municipal actuel
Les 29 sièges composant le conseil municipal de Pont-l'Abbé ont été pourvus le 15 mars 2020 lors du premier tour de scrutin. Actuellement, il est réparti comme suit : 

## Résultats des élections municipales

### Élection municipale de 2020
|                                 | Stéphane Le Doaré * | LR-DVD          | 1 553 | 53,27  | 23 | 8 |
| Rassembler et agir              |                     |                 | 1 553 | 53,27  | 23 | 8 |
|                                 | Frédéric Le Loc'h   | PS              | 854   | 29,29  | 4  | 1 |
| Pont-l'Abbé au cœur             |                     |                 | 854   | 29,29  | 4  | 1 |
|                                 | Laurent Cavaloc     | EÉLV-G.s-PCF-ND | 508   | 17,42  | 2  | 1 |
| Pont-l'Abbé, verte et solidaire |                     |                 | 508   | 17,42  | 2  | 1 |
|                                 |                     |                 |       |        |    |   |
| Inscrits                        | Inscrits            | Inscrits        | 6 643 | 100,00 |    |   |
| Abstentions                     | Abstentions         | Abstentions     | 3 668 | 55,22  |    |   |
| Votants                         | Votants             | Votants         | 2 975 | 44,78  |    |   |
| Blancs et nuls                  | Blancs et nuls      | Blancs et nuls  | 60    | 2,08   |    |   |
| Exprimés                        | Exprimés            | Exprimés        | 2 915 | 97,98  |    |   |
| * Liste du maire sortant        |                     |                 |       |        |    |   |

### Élection municipale de 2014
| Tête de liste            | Tête de liste      | Liste          | Premier tour | Premier tour | Second tour | Second tour | Sièges | Sièges |
| Tête de liste            | Tête de liste      | Liste          | Voix         | %            | Voix        | %           | CM     | CC     |
| ------------------------ | ------------------ | -------------- | ------------ | ------------ | ----------- | ----------- | ------ | ------ |
|                          | Thierry Mavic      | UMP-UDI-MoDem  | 2 007        | 48,03        | 2 455       | 58,48       | 23     | 6      |
| Rassembler et agir       |                    |                | 2 007        | 48,03        | 2 455       | 58,48       | 23     | 6      |
|                          | Daniel Couïc *     | PS-ECO         | 1 368        | 32,74        | 1 743       | 41,51       | 6      | 2      |
| Ensemble, gardons le cap |                    |                | 1 368        | 32,74        | 1 743       | 41,51       | 6      | 2      |
|                          | Véronique Blanchet | PCF-FG         | 489          | 11,70        |             |             |        |        |
| Demain la ville...       |                    |                | 489          | 11,70        |             |             |        |        |
|                          | Janick Moriceau    | EELV           | 314          | 7,51         |             |             |        |        |
| Pont-l'Abbé au cœur      |                    |                | 314          | 7,51         |             |             |        |        |
|                          |                    |                |              |              |             |             |        |        |
| Inscrits                 | Inscrits           | Inscrits       | 6 739        | 100,00       | 6 739       | 100,00      |        |        |
| Abstentions              | Abstentions        | Abstentions    | 2 375        | 35,24        | 2 256       | 33,48       |        |        |
| Votants                  | Votants            | Votants        | 4 364        | 64,76        | 4 483       | 66,52       |        |        |
| Blancs et nuls           | Blancs et nuls     | Blancs et nuls | 186          | 4,26         | 285         | 6,36        |        |        |
| Exprimés                 | Exprimés           | Exprimés       | 4 178        | 95,74        | 4 198       | 93,64       |        |        |
| * Liste du maire sortant |                    |                |              |              |             |             |        |        |

### Élection municipale de 2008
|                                            | Daniel Couïc    | PS-PCF (UG)    | 2 241 | 50,29  | 22 |  |  |  |
| Allons plus loin ensemble                  |                 |                | 2 241 | 50,29  | 22 |  |  |  |
|                                            | Thierry Mavic * | UMP            | 2 215 | 49,71  | 7  |  |  |  |
| Bien dans sa ville en marche vers l'avenir |                 |                | 2 215 | 49,71  | 7  |  |  |  |
|                                            |                 |                |       |        |    |  |  |  |
| Inscrits                                   | Inscrits        | Inscrits       | 6 426 | 100,00 |    |  |  |  |
| Abstentions                                | Abstentions     | Abstentions    | 1 762 | 27,42  |    |  |  |  |
| Votants                                    | Votants         | Votants        | 4 664 | 72,58  |    |  |  |  |
| Blancs ou nuls                             | Blancs ou nuls  | Blancs ou nuls | 208   | 4,46   |    |  |  |  |
| Exprimés                                   | Exprimés        | Exprimés       | 4 456 | 95,54  |    |  |  |  |
| * Liste du maire sortant                   |                 |                |       |        |    |  |  |  |

### Élection municipale de 2001
|                                                | Thierry Mavic    | RPR-UDF (UD)   | 2 046 | 51,19  | 22 |  |  |  |
| Décidons et agissons ensemble pour Pont-l'Abbé |                  |                | 2 046 | 51,19  | 22 |  |  |  |
|                                                | Annick Le Loch * | PS-PCF-LV (UG) | 1 951 | 48,81  | 7  |  |  |  |
| Pont-l'Abbé citoyenne et solidaire             |                  |                | 1 951 | 48,81  | 7  |  |  |  |
|                                                |                  |                |       |        |    |  |  |  |
| Inscrits                                       | Inscrits         | Inscrits       | 5 948 | 100,00 |    |  |  |  |
| Abstentions                                    | Abstentions      | Abstentions    | 1 701 | 28,60  |    |  |  |  |
| Votants                                        | Votants          | Votants        | 4 247 | 71,40  |    |  |  |  |
| Blancs ou nuls                                 | Blancs ou nuls   | Blancs ou nuls | 250   | 5,89   |    |  |  |  |
| Exprimés                                       | Exprimés         | Exprimés       | 3 997 | 94,11  |    |  |  |  |
| * Liste de la maire sortante                   |                  |                |       |        |    |  |  |  |

### Élection municipale de 1995
|                                    | Annick Le Loch      | PS             | 2 006 | 51,42  | 22 |  |  |  |
| Pont-l'Abbé citoyenne et solidaire |                     |                | 2 006 | 51,42  | 22 |  |  |  |
|                                    | Sébastien Jolivet * | RPR            | 1 895 | 48,58  | 7  |  |  |  |
| Pont-l'Abbé objectif 2000          |                     |                | 1 895 | 48,58  | 7  |  |  |  |
|                                    |                     |                |       |        |    |  |  |  |
| Inscrits                           | Inscrits            | Inscrits       | 5 879 | 100,00 |    |  |  |  |
| Abstentions                        | Abstentions         | Abstentions    | 1 698 | 28,88  |    |  |  |  |
| Votants                            | Votants             | Votants        | 4 181 | 71,12  |    |  |  |  |
| Blancs ou nuls                     | Blancs ou nuls      | Blancs ou nuls | 280   | 6,70   |    |  |  |  |
| Exprimés                           | Exprimés            | Exprimés       | 3 901 | 93,30  |    |  |  |  |
| * Liste du maire sortant           |                     |                |       |        |    |  |  |  |

### Élection municipale de 1989
| Tête de liste                                                 | Tête de liste           | Liste           | Premier tour | Premier tour | Second tour | Second tour | Sièges | Sièges |
| Tête de liste                                                 | Tête de liste           | Liste           | Voix         | %            | Voix        | %           | CM     |        |
| ------------------------------------------------------------- | ----------------------- | --------------- | ------------ | ------------ | ----------- | ----------- | ------ | ------ |
|                                                               | Sébastien Jolivet *     | UDF-RPR         | 1 863        | 44,54        | 1 999       | 45,16       | 22     |        |
| Pont-l'Abbé demain                                            |                         |                 | 1 863        | 44,54        | 1 999       | 45,16       | 22     |        |
|                                                               | Michel Le Gall          | PS-PCF-PSU (UG) | 1 700        | 40,64        | 1 957       | 44,22       | 6      |        |
| Liste du rassemblement des forces de progrès pour Pont-l'Abbé |                         |                 | 1 700        | 40,64        | 1 957       | 44,22       | 6      |        |
|                                                               | Raymond Souquet-Basiège | SE              | 620          | 14,82        | 470         | 10,62       | 1      |        |
| Agir ensemble                                                 |                         |                 | 620          | 14,82        | 470         | 10,62       | 1      |        |
|                                                               |                         |                 |              |              |             |             |        |        |
| Inscrits                                                      | Inscrits                | Inscrits        | 5 771        | 100,00       | 5 770       | 100,00      |        |        |
| Abstentions                                                   | Abstentions             | Abstentions     | 1 427        | 24,73        | 1 255       | 21,75       |        |        |
| Votants                                                       | Votants                 | Votants         | 4 344        | 75,27        | 4 515       | 78,25       |        |        |
| Blancs et nuls                                                | Blancs et nuls          | Blancs et nuls  | 161          | 2,79         | 89          | 1,54        |        |        |
| Exprimés                                                      | Exprimés                | Exprimés        | 4 183        | 72,48        | 4 426       | 76,71       |        |        |
| * Liste du maire sortant                                      |                         |                 |              |              |             |             |        |        |

### Élection municipale de 1983
| Tête de liste                                                         | Tête de liste        | Liste       | Premier tour | Premier tour | Second tour | Second tour | Sièges | Sièges |
| Tête de liste                                                         | Tête de liste        | Liste       | Voix         | %            | Voix        | %           | CM     |        |
| --------------------------------------------------------------------- | -------------------- | ----------- | ------------ | ------------ | ----------- | ----------- | ------ | ------ |
|                                                                       | Sébastien Jolivet    | CDS-RPR     | 2 239        | 49,85        | 2 585       | 54,36       | 23     |        |
| Agissons ensemble pour Pont-l'Abbé                                    |                      |             | 2 239        | 49,85        | 2 585       | 54,36       | 23     |        |
|                                                                       | Michel Le Gall       | PS          | 1 277        | 28,43        | 2 170       | 45,64       | 6      |        |
| Pont-l'Abbé renouveau (1er tour) Rassemblement de la gauche (2d tour) |                      |             | 1 277        | 28,43        | 2 170       | 45,64       | 6      |        |
|                                                                       | Jean-Claude Le Berre | PCF         | 539          | 12,00        | 2 170       | 45,64       | 6      |        |
| Union pour la gauche                                                  |                      |             | 539          | 12,00        | 2 170       | 45,64       | 6      |        |
|                                                                       | Françoise Kernoa     | PSU         | 436          | 9,71         | 2 170       | 45,64       | 6      |        |
| Liste du Parti socialiste unifié                                      |                      |             | 436          | 9,71         | 2 170       | 45,64       | 6      |        |
|                                                                       |                      |             |              |              |             |             |        |        |
| Inscrits                                                              | Inscrits             | Inscrits    | 5 624        | 100,00       | 5 622       | 100,00      |        |        |
| Abstentions                                                           | Abstentions          | Abstentions | 1 039        | 18,47        | 786         | 13,98       |        |        |
| Votants                                                               | Votants              | Votants     | 4 585        | 81,52        | 4 836       | 86,02       |        |        |
| Nuls                                                                  | Nuls                 | Nuls        | 94           | 1,67         | 81          | 1,44        |        |        |
| Exprimés                                                              | Exprimés             | Exprimés    | 4 491        | 79,85        | 4 755       | 84,58       |        |        |

### Élection municipale de 1953
| Tête de liste                                     | Tête de liste  | Liste    | Premier tour | Premier tour | Second tour | Second tour | Sièges | Sièges |
| Tête de liste                                     | Tête de liste  | Liste    | Voix         | %            | Voix        | %           | CM     |        |
| ------------------------------------------------- | -------------- | -------- | ------------ | ------------ | ----------- | ----------- | ------ | ------ |
|                                                   | Jean Lautrédou | MRP      | 1 340        | 37,22        |             | 38,87       |        |        |
| Liste républicaine d'action sociale et municipale |                |          | 1 340        | 37,22        |             | 38,87       |        |        |
|                                                   | Alain Signor   | PC       | 1 180        | 32,78        |             | 32,32       |        |        |
| Liste communiste                                  |                |          | 1 180        | 32,78        |             | 32,32       |        |        |
|                                                   | Léon Le Moal * | SFIO     | 1 080        | 30,00        |             | 28,80       |        |        |
| Liste socialiste                                  |                |          | 1 080        | 30,00        |             | 28,80       |        |        |
|                                                   |                |          |              |              |             |             |        |        |
| Inscrits                                          | Inscrits       | Inscrits |              | 100,00       |             | 100,00      |        |        |
| Abstentions                                       |                |          |              |              |             |             |        |        |
| Votants                                           |                |          |              |              |             |             |        |        |
| Exprimés                                          |                |          |              |              |             |             |        |        |
| * Liste du maire sortant                          |                |          |              |              |             |             |        |        |